# Доминика на Светском првенству у атлетици у дворани 2022.
Доминика је учествовала на 18. Светском првенству у атлетици у дворани 2022. одржаном у Београду од 18. до 20. марта. Репрезентацију Доминике на њеном дванаестом учешћу на светским првенствима у дворани представљала је 1 атлетичарка која се такмичила у троскоку.,
На овом првенству такмичарка Доминике није освојила ниједну медаљу али је освојила 4 место.
У табели успешности према броју и пласману такмичара који су учествовали у финалним такмичењима (првих 8 такмичара) Доминика је са 1 учесником у финалу делила 34. место са 5 бодова.
| Плас. | Земља    | 1. место | 2. место | 3. место | 4. место | 5. место | 6. место | 7. место | 8. место | Бр. финал. | Бод. |
| ----- | -------- | -------- | -------- | -------- | -------- | -------- | -------- | -------- | -------- | ---------- | ---- |
| =34.  | Доминика | 0        | 0        | 0        | 1        | 0        | 0        | 0        | 0        | 1          | 5    |

## Учесници
Жене:
- Теа Лафонд — Троскок

## Резултати

### Жене
| Атлетичар  | Дисциплина | Лични рекорд | Финале   | Финале | Детаљи |
| Атлетичар  | Дисциплина | Лични рекорд | Резултат | Место  | Детаљи |
| ---------- | ---------- | ------------ | -------- | ------ | ------ |
| Теа Лафонд | Троскок    | 14,62 НР     | 14,53    | 4 / 16 |        |